# Bá quốc Zeeland
Bá quốc Zeeland (tiếng Hà Lan: Graafschap Zeeland; tiếng Anh: County of Zeeland) là một Bá quốc của Đế chế La Mã Thần thánh ở Vùng đất thấp. Nó bao phủ một khu vực ở vùng đồng bằng Sông Scheldt và Sông Maas (Meuse) gần tương ứng với tỉnh Zeeland hiện đại của Hà Lan ngày nay. Bá quốc Zeeland không bao gồm vùng Zeelandic Flanders là một phần của Bá quốc Flanders; ngược lại, Tỉnh Zeeland hiện đại không bao gồm Sommelsdijk, về mặt lịch sử là một phần của Bá quốc Zeeland.
Trong thời kỳ Cộng hòa Hà Lan, Bá quốc Zeeland là một trong bảy tỉnh cấu thành nên nhà nước thịnh vượng này và tồn tài trong suốt 200 năm (1588 - 1795), sau đó nó lại trở thành một đơn vị hành chính của Cộng hòa Batavia và hiện nay là tỉnh của Vương quốc Hà Lan.

## Lịch sử

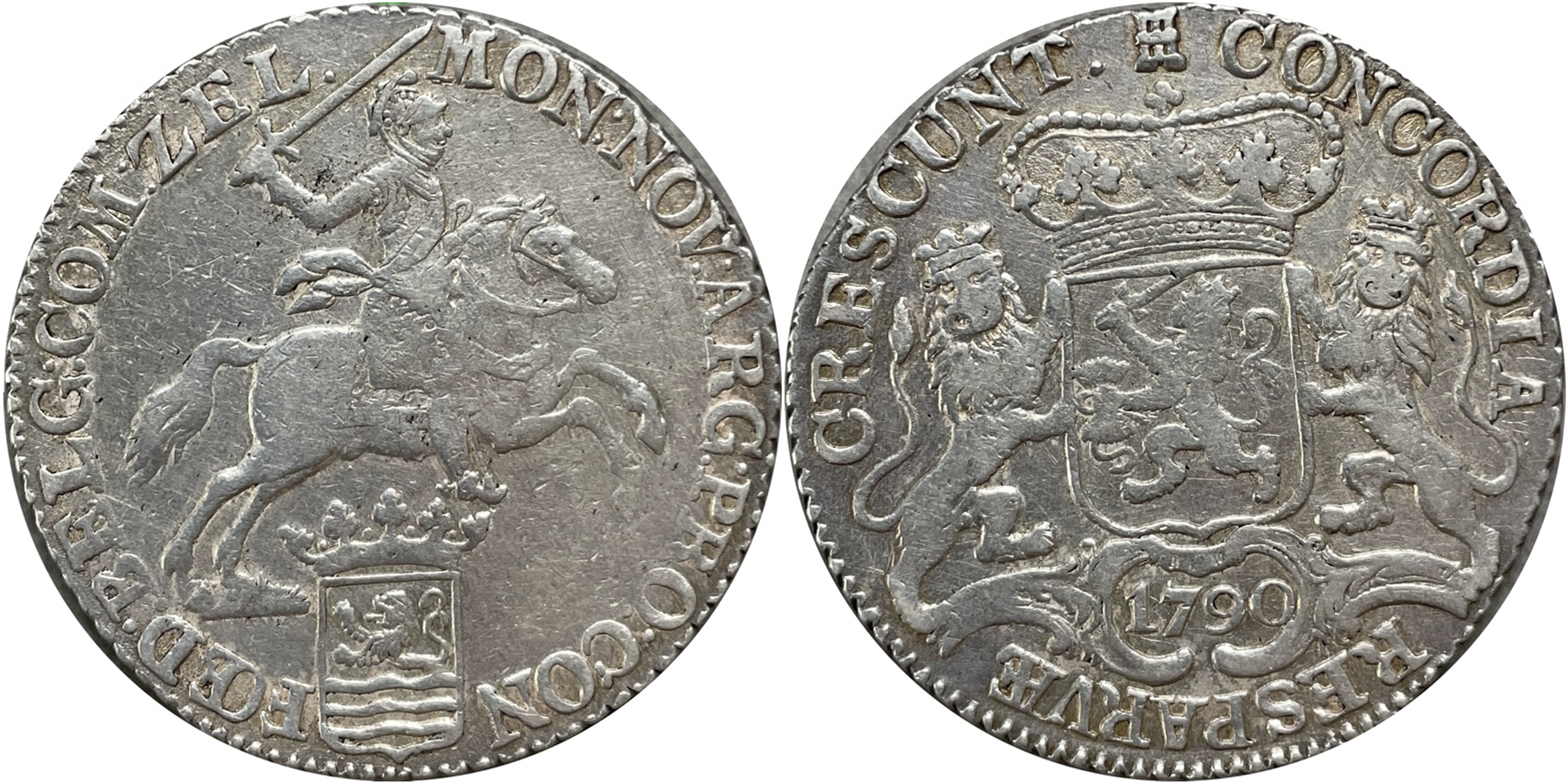
Xu bạc: 1 ducaton Cộng hòa Hà Lan, được đúc tại Zeeland, năm 1790

Lãnh thổ của Bá quốc Zeeland luôn là miếng mồi ngon của các nước láng giềng có tiềm lực về quân sự như Bá quốc Holland, Bá quốc Hainaut và Bá quốc Flanders. Năm 1012, Heinrich II của Thánh chế La Mã đã trao tước vị Bá tước Zeeland cho Baldwin IV, Bá tước của Flanders, sau đó cả 2 bá quốc đã được cai trị trong liên minh cá nhân, tước vị này đã bị tranh cấp bởi Bắc Holland ngay từ đầu. Năm 1167, một cuộc chiến nổ ra giữa các bá quốc, cuối cùng Bá tước Floris III của Holland phải thừa nhận quyền thống trị của Bá tước Philip xứ Flanders đối với Zeeland. Bá tước Floris IV của Holland (1222-1234) lại tái tuyên bố chủ quyền của mình với Zeeland, đến thời Floris V, con trai của William II của Holland, vào năm 1256 đã đưa Holland tham gia vào liên minh cá nhân.
Theo Hiệp ước Paris năm 1323 giữa Flanders và Hainaut-Holland, Bá tước Flanders từ bỏ các yêu sách đối với Zeeland và công nhận nhà cai trị xứ Holland là Bá tước của Zeeland. Tuy nhiên, Zeeland vẫn là một đơn vị hành chính riêng biệt, nằm dưới quyền quản lý của các bá tước Holland. Năm 1432, nó bị sát nhập bởi Công quốc Bourgogne dưới thời cai trị của Philippe III và trở thành một phần của Hà Lan Bourgogne. Sau cái chết của Marie, Nữ công tước xứ Bourgogne vào năm 1482, Zeeland theo Hiệp ước Senlis trở thành một trong Mười bảy tỉnh nằm dưới quyền cai trị của Nhà Habsburg, năm 1512 gia nhập Vòng tròn Burgundian dưới quyền cai trị của Nhà Habsburg Tây Ban Nha.

## References
1. ↑  "Low Countries". Encyclopædia Britannica. Encyclopædia Britannica, Inc. Truy cập ngày 26 tháng 1 năm 2014.
2. ↑  "Low Countries - definition of Low Countries by the Free Online Dictionary, Thesaurus and Encyclopedia". Farlex, Inc. Truy cập ngày 26 tháng 1 năm 2014.
3. ↑  Edmundson, George (1911). "Flanders" . Trong Chisholm, Hugh (biên tập). Encyclopædia Britannica. Quyển 10 (ấn bản thứ 11). Cambridge University Press. tr. 478–480, see page 480. Under Louis of Never.....&....a treaty signed on the 6th of March 1323, by which West Zeeland was assigned to the count of Holland, the rest to the count of Flanders....